# جزيرة الدولفين (نوفات)
جزيرة الدولفين (نونافوت) جزيرة تقع ضمن أرخبيل القطب الشمالي الكندي في مقاطعة نونافوت في شمال شرق كندا، بين مضيق هدسون و بحر لبرادور، وهي جزيرة صغيرة وغير مأهولة بالسكان.